# 普萊森特希爾 (阿肯色州牛頓縣)
普萊森特希爾（英語：Pleasant Hill）是位於美國阿肯色州牛頓縣的一個非建制地區。該地的面積和人口皆未知。

## 地理
普萊森特希爾的座標為35°48′45″N 93°08′50″W / 35.81250°N 93.14722°W，而該地的平均海拔高度為640米（即2100英尺）。